# Dalbergia odorifera
Dalbergia odorifera är en ärtväxtart som beskrevs av T.C.Chen. Dalbergia odorifera ingår i släktet Dalbergia, och familjen ärtväxter. IUCN kategoriserar arten globalt som sårbar. Inga underarter finns listade i Catalogue of Life.

## Bildgalleri

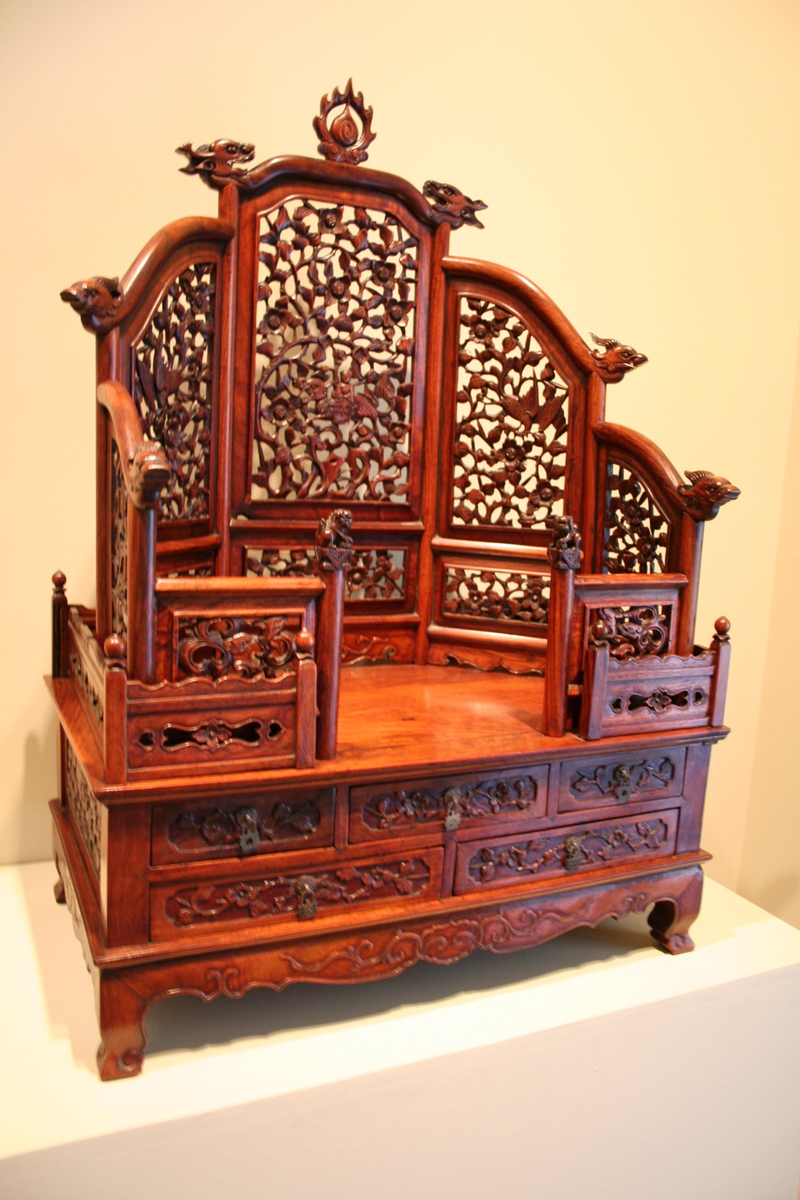
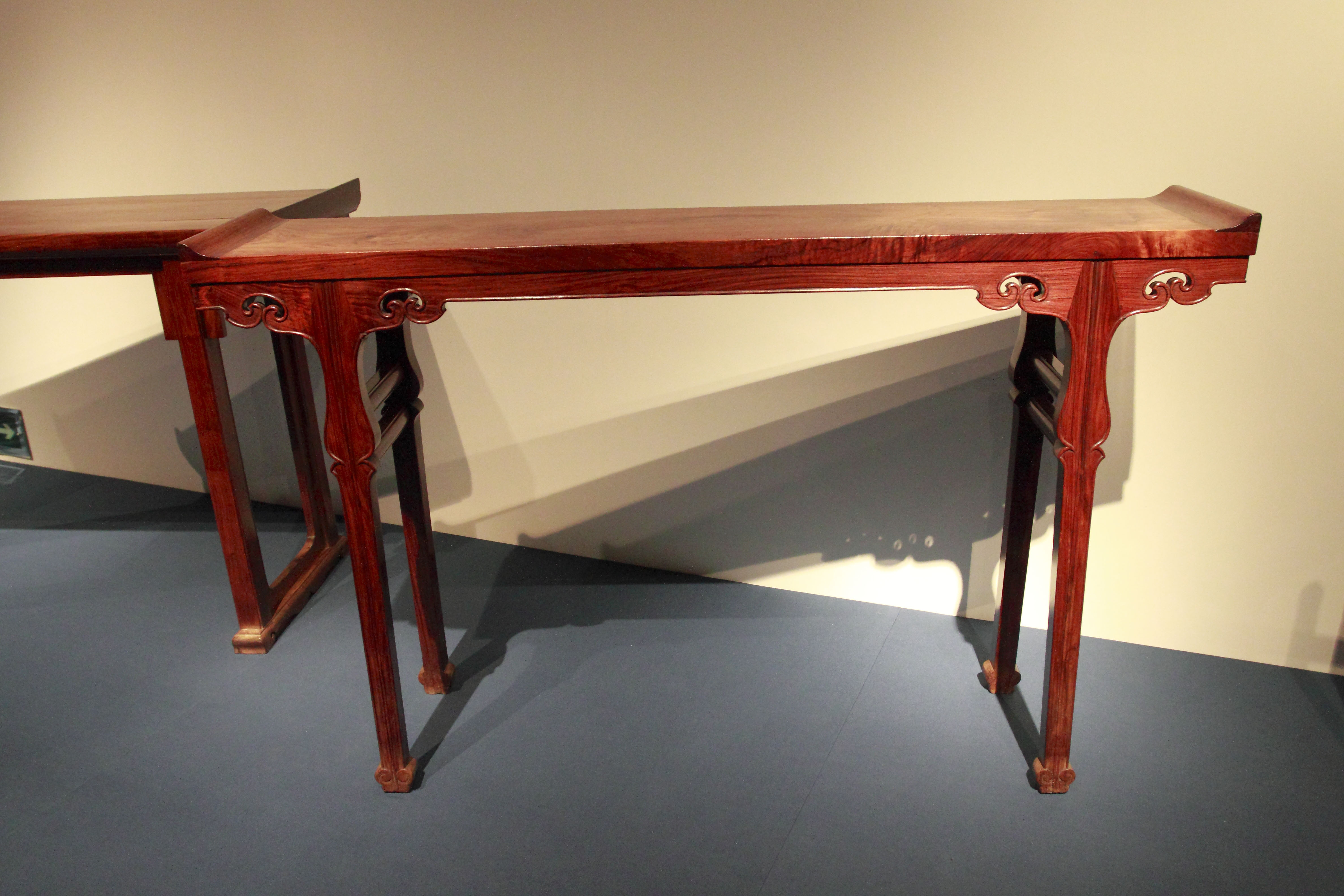